# 再說一次我愛你 (專輯)
《再說一次我愛你》是香港歌手劉德華於2005年發行的國語專輯。

## 曲目列表
| 曲序     | 曲目             |                 | 作曲          | 编曲                 | 时长  |
| -------- | ---------------- | --------------- | ------------- | -------------------- | ----- |
| 1.       | 再說一次．我愛你 | 劉德華 李安修   | Kim Heon Jick | 陳飛午               | 4:38  |
| 2.       | 狠心的一課       | 劉德華          | 明凱          | 褚鎮東               | 4:38  |
| 3.       | 未知數           | 杜鑫            | 陳文華        | 杜自持               | 3:56  |
| 4.       | 一個人           | 李安修 張簡君偉 | 張簡君偉      | 王豫民               | 4:25  |
| 5.       | 單純女孩         | 李安修 簡志霖   | 林宥佐        | 杜自持               | 4:37  |
| 6.       | 美人痛           | 劉德華          | 姚智偉        | 王豫民               | 5:08  |
| 7.       | 虹橋機場的咖啡廳 | 李安修          | 劉文仁        | 包小松               | 3:14  |
| 8.       | 苦命梁祝         | 劉德華          | 何慶遠        | 洪晟文               | 4:43  |
| 9.       | 完美             | 劉德華          | 嚴錚 吳旭文   | 洪晟文 蔡政勳 陳建瑋 | 3:42  |
| 10.      | 真心話           | 劉德華          | 方木雄 陳俊偉 | Billy Chan           | 4:48  |
| 总时长： | 总时长：         | 总时长：        | 总时长：      | 总时长：             | 43:49 |

## 獎項
- 05年代十大中文金曲獎-再說一次我愛你，優秀流行國語歌曲獎-銅獎《再說一次我愛你》
- 05年度十大勁歌金曲獎-最受歡迎華語歌曲金獎-《再說一次我愛你》
- 新城國語力頒獎禮2006—國語力歌曲獎《再說一次我愛你》與《狠心的一課》，熱播冠軍歌曲大獎《再說一次我愛你》
- 05年中國原創音樂流行榜-金曲獎《再說一次我愛你》，全國至尊金曲大獎-再說一次我愛你
- RoadShow至尊歌曲-再說一次我愛你
- 第六屆全球華語歌曲排行榜：最佳專輯-再說一次我愛你，年度20大金曲-再說一次我愛你